# Универсальная логика
Универсальная логика (англ. universal logic) — это область знаний логических систем, изучающая их общие свойства и структуры, которые могут быть применены к рассуждениям о любом предмете, а не только к конкретной предметной области. Термин был придуман по аналогии с универсальной алгеброй по отношению к алгебре. Универсальная логика — не новая логика, это попытка объединения различных логик путем разработки общих инструментов и концепций, применимых ко всем логикам.

## Развитие универсальной логики как общей теории логических систем
Корни универсальной логики, как общей теории логических систем, могут уходить свои корни до работ Альфреда Тарского в начале двадцатого века, однако современное понятие было представлено в 1990-х годах швейцарским логиком Жан-Ивом Безъё. Термин «универсальная логика» также отдельно использовался логиками, такими как Ричард Сильван и Росс Брэди, чтобы обозначить новый тип (слабой) релевантной логики.
В контексте, определенном Безъё, были исследованы три основных подхода к универсальной логике:
- Аксиоматическая система абстрактной теории моделей, сформулированная Джоном Барвайзом[англ.].[6]
- Топологический/категориальный подход на основе эскизов (иногда называемый категориальной теорией моделей).[7]
- Категориальный подход, имеющий свои корни в компьютерных науках, основанный на понятии института, разработанном Дж. Гогуэном[англ.] и Р. Берстолом[англ.].[8]

## Всемирные конгрессы и школы по универсальной логике
С 2005 года Жан-Ив Безъё организует всемирные конгрессы и школы по универсальной логике. Эти мероприятия собирают сотни исследователей и студентов в этой области и предлагают обучающие программы и исследовательские доклады по широкому спектру тем.
- 1-й Всемирный конгресс и школа по универсальной логике, 26 марта — 3 апреля 2005 года, Монтрё, Швейцария. Среди участников были Жан-Ив Безъё, Дов Габбай[англ.]) и Дэвид Макинсон. (Тайный докладчик: Сол Крипке)[9]
- 2-й Всемирный конгресс и школа по универсальной логике, 16-22 августа 2007 года, Сиань, Китай.[10]
- 3-й Всемирный конгресс и школа по универсальной логике, 18-25 апреля 2010 года, Лиссабон, Португалия. (Тайный докладчик: Яакко Хинтикка)[11]
- 4-й Всемирный конгресс и школа по универсальной логике, 29 марта — 7 апреля 2013 года, Рио-де-Жанейро, Бразилия.[12]
- 5-й Всемирный конгресс и школа по универсальной логике, 20-30 июня 2015 года, Стамбул, Турция. [13]
- 6-й Всемирный конгресс и школа по универсальной логике, 16-26 июня 2018 года, Виши, Франция.[14]
- 7-й Всемирный конгресс и школа по универсальной логике, 1-11 апреля 2022 года, Крит.[15]